# Венгеров, Геннадий Аронович
Геннадий Аронович Венгеров (27 августа 1959, Витебск — 22 апреля 2015, Дюссельдорф) — советский, российский и немецкий актёр театра, кино и телевидения, диктор.

## Биография
Родился 27 августа 1959 года в Витебске (Белорусская ССР). После окончания Архитектурно-строительного техникума и короткого периода работы инженером-строителем начал свою творческую карьеру в качестве диктора Витебского областного радио. Играл в Народном театре ДК Железнодорожников города Витебска.
В 1980 году был приглашён актёром на профессиональную сцену — в Белорусский Академический драматический театр им. Я. Коласа.
Служил в Советской Армии в стройбате. По окончании службы в 1983 году поступил в Школу-студию (ВУЗ) при МХАТ на курс профессора Виктора Монюкова (после внезапной смерти Монюкова в 1984 году курсом стал руководить Владимир Богомолов). Помощницей руководителя курса была Кира Головко. Учась на четвёртом курсе, в 1986 году вместе со своим сокурсником Михаилом Ефремовым создал театр «Современник-2». В 1989 году был приглашён в труппу Академического театра им. Маяковского.
Творческую карьеру Геннадий Венгеров продолжил с 1990 года в Германии в качестве диктора радио «Немецкая волна» и актёра Дюссельдорфского драматического театра (нем. Düsseldorfer Schauspielhaus). С 1995 по 2000 год — актёр Бохумского драматического театра (нем. Schauspielhaus Bochum).
Начиная с 2004 года вновь активно снимался в российских кино- и телевизионных проектах, участвовал в театральных постановках в Москве, озвучивал документальные и художественные фильмы, рекламу. Являлся «фирменным» голосом радиостанции «Русская служба новостей» и международного телеканала Euronews. В 2009 году вёл передачу «Мужские истории с Геннадием Венгеровым» на телеканале «РЕН ТВ».
Снялся более чем в 120 фильмах в России, США, Англии, Австрии и Германии. Его партнёрами по съёмочной площадке в разное время были Джуд Лоу, Рейчел Вайс, Ирина Апексимова, Джеймс Кромвелл, Леонид Филатов, Шон Бин, Тиль Швайгер, Юрий Соломин, Ежи Штур, Кристиан Слейтер, Винг Рэймс, Марио Адорф, Колм Мини, Франка Потенте, Ян Йозеф Лиферс, Клаус Лёвич и другие актёры. Широкую известность в России принесла роль кузнеца Вулкана (сериал «Боец»), а среди телезрителей Германии — роль бизнесмена Виктора Стрельникова в сериале «Хорошие времена, плохие времена» и роль Дербент-хана в костюмно-приключенческом фильме «Странствующая блудница. Предсказание» (Das Vermächtnis der Wanderhure, 2012).

## Болезнь и смерть
В конце сентября 2014 года Венгерову был поставлен диагноз «рак лёгких с метастазами в кости». Полгода интенсивной терапии в немецкой клинике не смогли остановить заболевание. 3 апреля 2015 года актёр на своей странице в «Фейсбуке» объявил о том, что болен раком лёгких в терминальной стадии. Находясь в клинике в Дюссельдорфе, Венгеров дал прощальное интервью программе НТВ «Новые русские сенсации» и «Экспресс-газете».
Скончался утром 22 апреля 2015 года в Дюссельдорфе на 56-м году жизни. Памяти актёра была посвящена программа «Прямой эфир с Борисом Корчевниковым» (телеканал «Россия-1») от 23 апреля 2015 года.

## Творчество

### Фильмография
| Год  |   | Название                                        | Роль                                                  |
| ---- | - | ----------------------------------------------- | ----------------------------------------------------- |
| 2015 | ф | Орёл или решка                                  | психиатр                                              |
| 2014 | ф | Эд                                              | Миро                                                  |
| 2014 | ф | Иду спасать людей                               | подполковник Баратов                                  |
| 2014 | ф | Борджиа                                         | дон Габриэль де Гузман                                |
| 2013 | ф | Человек без прошлого                            | Петров                                                |
| 2013 | ф | Гюльчатай-2                                     | Алишер                                                |
| 2013 | ф | Ади                                             | Алоиз                                                 |
| 2013 | ф | ХБ                                              | Игорь Сергеевич                                       |
| 2013 | ф | Двойной блюз                                    | полковник Иван Юрьевич Сосновский                     |
| 2013 | ф | Вдовы                                           | Аркадий Маркович                                      |
| 2012 | ф | Poka                                            | Сергей Михайлович Пашкин                              |
| 2012 | ф | Нереальная история-2                            | татарин Идрис                                         |
| 2012 | ф | Гроб                                            | Марсель                                               |
| 2012 | ф | Солдаты удачи                                   | полковник Лупо                                        |
| 2012 | ф | Поможем расстаться                              | отец Соколов                                          |
| 2012 | ф | Странствующая блудница: Предсказание            | Дербент-хан                                           |
| 2012 | ф | Барон Мюнхгаузен                                | Владимор                                              |
| 2011 | ф | Гюльчатай                                       | Бай Алишер                                            |
| 2011 | ф | Нереальная история                              | группенфюрер Штольц, татарин Идрис                    |
| 2011 | ф | Место преступления: Побег невозможен            | Радован Юркич                                         |
| 2011 | ф | Товарищи полицейские                            | Дмитрий Вешняков (серия «Мальчики»)                   |
| 2011 | ф | Следственный комитет                            | полковник Саламов (фильм «Чёрный полковник»)          |
| 2011 | ф | Говорит полиция                                 | Эдуард Буров                                          |
| 2011 | ф | Слава                                           | официальноe лицо                                      |
| 2011 | ф | Квартал                                         | Сергей Семёнов                                        |
| 2010 | ф | Отель Люкс                                      | Андрей Упит                                           |
| 2010 | ф | В последний момент                              | Михалыч (серия «Легальное убийство»)                  |
| 2010 | ф | Свидание                                        | Молох                                                 |
| 2010 | ф | Фабрика грёз                                    | Эрнесто                                               |
| 2010 | ф | Wunder Punkt                                    | Витек                                                 |
| 2010 | ф | Фокусник-2                                      | Павел Воронов                                         |
| 2010 | ф | Гаишники                                        | Прохор Ясенев (серия «Последняя песня»)               |
| 2010 | ф | За пределами закона                             | Андрей Щербаков                                       |
| 2010 | ф | «Алиби» на двоих (фильм 8-й «Похищение рубина») | Антон Сергеевич Смолов, начальник службы безопасности |
| 2010 | ф | Мама по контракту                               | Кристоф                                               |
| 2010 | ф | So oder so!                                     | Эдуард                                                |
| 2009 | ф | Гоп-стоп                                        | Мент                                                  |
| 2009 | ф | Данни Ловински                                  | флорист                                               |
| 2009 | ф | Последний секрет Мастера                        | Пётр Иванович Ломов                                   |
| 2009 | с | Тучи над холмами                                | адмирал Алексеев                                      |
| 2009 | ф | Стратегия выживания в новом тысячелетии         | отец Восток, дядя Восток                              |
| 2009 | ф | Черчилль. Смерть в Хьюмидоре                    | Паша Сильков                                          |
| 2008 | ф | Касательно преступлений                         | майор                                                 |
| 2008 | ф | Кара                                            | босс                                                  |
| 2008 | ф | Морской волк                                    | Turner                                                |
| 2008 | ф | Криминальное видео-2                            | Иван Сергеев                                          |
| 2007 | ф | Застава                                         | старший прапорщик Мюллер                              |
| 2007 | ф | Боец. Рождение легенды                          | кузнец Иван Вулканов ("Вулкан")                       |
| 2007 | ф | Одна семья                                      | Хан                                                   |
| 2007 | ф | Час Волкова                                     | Майор Волков                                          |
| 2006 | ф | Кто в доме хозяин                               | хозяин ресторана                                      |
| 2006 | ф | Святое дело                                     | Модест Морозовский                                    |
| 2006 | ф | Мальтийский крест                               | Терминатор                                            |
| 2006 | ф | Шимански                                        | Яннис                                                 |
| 2006 | ф | Девочки                                         | Борис Ортенберг                                       |
| 2005 | ф | Хорошие времена, плохие времена                 | Виктор Стрельников                                    |
| 2005 | ф | Ты — это я                                      | Циммер                                                |
| 2005 | ф | Слепой 2                                        | Павел (серия «След тигра»)                            |
| 2005 | ф | Tmunot Matzkhikot                               | Алик                                                  |
| 2005 | ф | Die Camper. Frau am Steuer                      | Сергей                                                |
| 2005 | ф | Lady Land                                       | Карл                                                  |
| 2004 | ф | Goldene Zeiten                                  | Сергей                                                |
| 2004 | ф | Без слов                                        | тренер                                                |
| 2004 | ф | Боец                                            | Кузнец Вулкан                                         |
| 2004 | ф | Лебединый рай                                   | Николай Егорович                                      |
| 2003 | ф | Нелегал                                         | русский с бородой                                     |
| 2003 | ф | Московская жара                                 | сенатор Шишов                                         |
| 2003 | ф | Unter Brüdern. Späte Rache                      | Борис                                                 |
| 2002 | ф | Сумасшедшие гонки                               | Цинтатце                                              |
| 2002 | ф | Alles Atze. 12 Uhr Mittags                      | Милановский                                           |
| 2002 | ф | Дело на двоих                                   | Штефан Лерх                                           |
| 2002 | ф | Место преступления                              | Аксель Барольд                                        |
| 2001 | ф | Враг у ворот                                    | старшина                                              |
| 2001 | ф | Эдел и Старк                                    | дядя Мелис                                            |
| 2001 | ф | Учреждение                                      | Игорь Тополев                                         |
| 2001 | ф | Тёлкохранители против сил тьмы                  | Мёльнер                                               |
| 2001 | ф | Два ангела в патруле                            | Максим Обломов                                        |
| 2000 | ф | Анатомия                                        | таксидермист                                          |
| 2000 | ф | Гражданин начальник                             | Марат Байрамов                                        |
| 2000 | ф | Именем закона                                   | Петер Бок                                             |
| 2000 | ф | Клоун                                           | Черник                                                |
| 2000 | ф | Helicops. Zwei Himmelstürmer                    | Романо                                                |
| 1999 | ф | Два брата                                       | Юрий                                                  |
| 1999 | ф | Последний свидетель                             | Борис                                                 |
| 1999 | ф | Первое мая. Ограбление в открытом море          | боцман Шеликов                                        |
| 1999 | ф | Ослепляющий                                     | Ральф Эгер                                            |
| 1999 | ф | Юбилей                                          | майор Дженукидзе                                      |
| 1998 | ф | Balko. Balko Rettet die Welt                    | Халед                                                 |
| 1998 | ф | Der Fahnder. Auf Messers Schneide               | Карло                                                 |
| 1998 | ф | Влюблённые противники                           | Михаил Крымов                                         |
| 1998 | ф | Стэн Беккер. Настоящие друзья                   | Олег                                                  |
| 1997 | ф | OP Ruft Dr. Bruckner. Antennen im Kopf          | Артём Тарасов                                         |
| 1997 | ф | Улицы Берлина                                   | Стевич                                                |
| 1997 | ф | Отель «Звезда»                                  | Демидов                                               |
| 1997 | ф | Немного обманщик                                | директор цирка                                        |
| 1996 | ф | Bockerer II                                     | генерал Александров                                   |
| 1996 | ф | Дело на двоих                                   | Стэн Чермак                                           |
| 1996 | ф | Балко                                           | Менерт                                                |
| 1996 | ф | Охрана                                          | Мышкин                                                |
| 1996 | ф | Глупость проходит                               | Манфред «Маннер»                                      |
| 1995 | ф | Улицы Берлина                                   | Миша                                                  |
| 1995 | ф | Мужской пансион                                 | Отто                                                  |
| 1995 | ф | Следователь                                     | Герберт Краске                                        |
| 1995 | ф | Последний посланник                             | Бунин                                                 |
| 1995 | ф | Надпись на стене                                | генерал Тимошкин                                      |
| 1995 | ф | Месть сладка                                    | Алекс                                                 |
| 1995 | ф | Убийца и блудница                               | Пётр                                                  |
| 1995 | ф | Втроём                                          | Борис                                                 |
| 1995 | ф | Мона М                                          | Олег Петушкин                                         |
| 1995 | ф | Три                                             | Владимир (серия «Сейчас или никогда!»)                |
| 1994 | ф | Улицы Берлина                                   | курящий мужчина                                       |
| 1994 | ф | Баварец на Рюгене                               | Фёдор Белугов                                         |
| 1994 | ф | Вестердайх                                      | Хассан                                                |
| 1994 | ф | Лутц и Харди                                    | Голуб                                                 |
| 1994 | ф | Der Schattenmann                                | Хайнц                                                 |
| 1994 | ф | Город индейцев                                  | Буби                                                  |
| 1993 | ф | Каникулы в Берлине. В лапах КГБ                 | Григорий Иванович                                     |
| 1993 | ф | Место преступления. Слишком много водки         | Никита Гурганов                                       |
| 1993 | ф | Мой муж — моё хобби                             | Иван                                                  |
| 1993 | ф | Мышь и кот                                      | Любомир Стыков                                        |
| 1992 | ф | Ein Mann für jede Tonart                        | рабочий № 3                                           |
| 1992 | ф | Венер — Неизвестная история                     | комиссар НКВД                                         |
| 1991 | ф | Манта                                           | Саша Паневский                                        |
| 1989 | ф | Дежа вю                                         | санитар Петрович                                      |
| 1989 | ф | А в России опять окаянные дни                   | майор Бабаханов                                       |
| 1988 | ф | Шаг                                             | Борис                                                 |
| 1988 | ф | Ловкач и Хиппоза                                | боксёр                                                |
| 1987 | ф | Рассказ ни о чём                                | Шея                                                   |

### Роли в театре
- 2009 — «Жизнь Зигфрида» Джон фон Дюффель. Режиссёр: Гиль Мемерт — Туборг, Король Дании — Фестиваль Нибелунгов, Вормс, Германия
- 2008 — «Шарманка» Андрей Платонов. Режиссёр: Михаил Ефремов — Агент совхоза — «Современник»
- 1997 — «Крик дельфина» Иван Охлобыстин. Режиссёр: Михаил Ефремов — Иван — Московский Художественный Театр
- 1996 — «Укрощение строптивой» Уильям Шекспир. Режиссёр: Леандр Хаусман — Магистр — Бохумский Драматический Театр
- 1996 — «Дива» Дирк Доброу. Режиссёр: Гиль Меемерт — Вольфганг Беккер — Бохумский Драматический Театр
- 1996 — «Германия 3» Хайнер Мюллер. Режиссёр: Леандр Хаусман — Сталин — Бохумский Драматический Театр
- 1995 — «Кьёджинские перепалки» Карло Гольдони. Режиссёр: Леандр Хаусман — Каноккия — Бохумский Драматический Театр
- 1995 — «Безотцовщина» Антон Чехов. Режиссёр: Леандр Хаусман — Бугров — Бохумский Драматический Театр
- 1993 — «Сон в летнюю ночь» Уильям Шекспир. Режиссёр: Давид Мухтар-Самурай — Гофмейстер — Дюссельдорфский Драматический Театр
- 1992 — «Прометей прикованный» Эсхил. Режиссёр: Герберт Кёниг — Биа — Дюссельдорфский Драматический Театр
- 1991 — «Прекрасная чужачка» Клаус Поль. Режиссёр: Димитр Гочефф — Поляк — Дюссельдорфский Драматический Театр
- 1989 — «Розенкранц и Гильденстерн мертвы» Том Стоппард. Режиссёр: Евгений Арье — Гофмейстер — Академический Театр им. Вл. Маяковского
- 1989 — «Молва» Афанасий Салынский. Режиссёр: Андрей Гончаров — Павел Фрязин — Академический Театр им. Вл. Маяковского
- 1989 — «Закат» Исаак Бабель. Режиссёр: Андрей Гончаров — Бобринец — Академический Театр им. Вл. Маяковского
- 1987 — «Седьмой подвиг Геракла» Виктор Рощин. Режиссёр: Роман Хеидзе — Авгий/Глашатай — «Современник-2»
- 1986 — «Заговор чувств/Пощёчина» Юрий Олеша. Режиссёр: Михаил Ефремов — Андрей Бабичев — «Современник-2»
- 1981 — «Зов вечности» Нодар Думбадзе. Режиссёр: Валерий Маслюк — Чекист — Белорусский Академический Драматический Театр им. Якуба Коласа
- 1980 — «Иван-Свитанник» Галина Коржаневская. Режиссёр: Валерий Мазынский — Иван-Вечерник — Белорусский Академический Драматический Театр им. Якуба Коласа

### Озвучивание фильмов
- 2013 — Путь лидера — Железная гора
- 2013 — Путь лидера — Огненная река
- 2013 — Сокровища культуры
- 2011 — Тeo
- 2009 — Обитаемый остров. Схватка
- 2008 — Обитаемый остров
- 2008 — Дневник адмирала Головко
- 2008 — На море!

### Радиопередачи
- 2013—2014 — Подкаст «История европейской монархии» — актёр в аудиоспектаклях, исполнял роли: Генриха II, Людовика XI, Рихарда Вагнера, Генриха VII.

## Пресса
- Геннадий Венгеров: «Слой потребителей настоящей культуры становится всё тоньше»
- Интервью Геннадия Венгерова
- Актёр Геннадий Венгеров о том как играть военных и «оборотней в погонах»
- Мафиозо, опер, полиглот: актёр Геннадий Венгеров